# Priit Pärn
Priit Pärn   (Tallinn, 26 d'agost de 1946) és un dibuixant i director d'animació estonià les pel·lícules del qual han tingut èxit entre la crítica i el públic en diversos festivals de cinema.
Pärn va treballar abans com a ecòleg vegetal; la seva carrera en animació va començar quan va acceptar la proposta de Rein Raamat de fer un disseny per a Kilplased (1974). Després d'un breu aprenentatge a Joonisfilm, va dirigir la seva primera pel·lícula Is the Earth Round? el 1977.
Les pel·lícules més importants de Pärn es consideren Triangle (1982), Esmorzar a l'herba (1987), Hotel E (1992), 1895 (codirigida per Janno Põldma, 1995) i Nit de les pastanagues (1998).
L'estil de Pärn es caracteritza per l'humor negre, el surrealisme lúdic i un estil gràfic únic. El seu estil una mica cru va marcar la sortida tant de les pel·lícules obertament serioses i moralitzadores de Rein Raamat com de l'estil disney propagat pels directors de Soiuzmultfilm. Els seus passos (i de tant en tant copiant el seu estil en gran manera) l'han seguit nombrosos cineastes estonians de nova generació, sobretot Ülo Pikkov i Priit Tender.
Les influències de l'estil gràfic de Pärn també es poden veure en sèries d'animació comercials com Rugrats i AAAHH!!! Autèntics monstres! dirigida per Ígor Kovaliov.
El 2002, Pärn va rebre el premi a la trajectòria de l’Associació Internacional de Cinema d'Animació i va rebre el premi a la seva trajectòria al Festival Mundial de Cinema d'Animació - Animafest Zagreb el 2008.
Divers in the Rain (2010), codirigida amb la seva dona Olga Pärn, es va convertir en la pel·lícula d'animació estoniana més reeixida de tots els temps amb el seu 18è premi al Festival Internacional de Cinema d'Animació KROK a Ucraïna.
Pärn havia ensenyat animació a l'Acadèmia d'Arts de la Universitat de Ciències Aplicades de Turku a Turku, Finlàndia des de 1994 i ara ensenya a l'Acadèmia d'Arts d'Estònia.

## Pel·lícules d'animació
- És la Ronda de la Terra? (Cas maakera on ümmargune?, 1977)

- ...I trucs de joc (... Ja teeb trikke, 1978)

- - La millor pel·lícula infantil del 2n Festival de Cinema Animat de Varna, Bulgària 1981

- Exercicis en preparació per a una vida independent (Harjutusi iseseisvaks eluks, 1980)

- - 2n Premi en el 15è festival cinematogràfic de l'URSS, 1981

- El triangle (Kolmnurk, 1982)

- Time Out (Aeg maha, 1984)

- - Gran Premi Festival de Cinema Animat Varna, Bulgària 1985

- - 1st Premi del Festival Internacional de Cinema Animat Cinanima en Espinho , Portugal 1985[3]

- - Millor pel·lícula animada Festival de Curtmetratges de Bilbao, Espanya 1985

- Desdejuni en l'herba (Eine murul, 1987)

- - Gran Premi del XVIII Festival de Curtmetratges de Tampere, Finlàndia 1988

- - Gran Premi, millor pel·lícula en la categoria C i premi de crítics del VIII Festival Mundial de Pel·lícules Animades de Zagreb, 1988

- - 3rd Premi Audiència del Festival de Curtmetratges a Bonn, Alemanya 1988

- - 1st Premi en la categoria C de 1st Festival de Cinema Animat a Xangai, 1988

- - Gran Premi del Festival Internacional de Cinema Animat Cinanima en Espinho, Portugal 1988[4]

- - 1st Premi del XXI Festival de Cinema de l'URSS a Bakú, 1988

- - Premi Millor Pel·lícula Animada del Festival de Cinema de Melbourne, Austràlia 1988

- - 3rd Premi del VIII Festival de Cinema Odense, Dinamarca 1989

- - Nika – el premi més alt de la indústria cinematogràfica de l'URSS 1989

- Punt comercial: Apagar les llums (Kustuta valgus, 1988)

- - León bronze 35thCannes Festival Internacional de Publicitat, França 1988

- Hotel E (1992)

- - Premi de Land Baden-Württemberg del Festival Internacional de Cinema Animat de Stuttgart , Alemanya 1992[5]

- 1895 (1995)[6](codirector Janno Põldma[7])

- - 3rd Premi, guardonat pel jurat juvenil del festival del 11è Festival Internacional de Cinema Odense 1995 (Dinamarca)

- - Premi de l'ASIFA russa del 3r Festival Internacional de Cinema Animat Krok 95, Ucraïna 1995

- - El Premi de Crítics Russos del 3r Festival Internacional de Cinema Animat Krok 95, Ucraïna 1995

- - Premi en Classe C, guardonat pel Jurat Internacional del 19è Festival Internacional de Cinema Animat d'Espinho Cinanima, Portugal 1995[8]

- - Premi Estonià de Crítics de Cinema (FIPRESCI) per a la millor pel·lícula de l'any 1995

- - Premi anual de la Fundació Cultural d'Estònia Johannes Pääsuke 1995

- - Premi Estatal Cultural de la República d'Estònia per a la pel·lícula "1895" l'any 1995

- - El Premi Especial del Jurat del Festival de la Pel·lícula i la TV de Baltimore en Bornholm, Dinamarca 1996[9]

- - Premi Millor Pel·lícula del Festival d'Animació d'Oslo, Noruega 1996[10]

- - Gran Premi del 12è Festival Mundial de Pel·lícules Animades a Zagreb, Croàcia 1996

- - El Premi de Crítics atorgat pel Jurat de l'Associació de Crítics de Cinema Croat, Croàcia 1996

- - Magic Chrystal Prize 6th International Film Fòrum Arsenals in Riga, Letònia 1996

- - Premi al millor disseny del Festival Internacional d'Animació d'Ottawa, el Canadà 1996[11]

- - Gran Premi de Pärnu Film Days, Estònia 1997

- - Premi de Cinema Excepcional en general Categoria des de '97 Seoul Animation Expo, Corea del Sud 1997

- Deliss (1995)

- Absolut Pärn (1996)

- - Diploma del Festival Internacional de Cinema Animat Krok 97, Ucraïna 1997

- - Diploma del Festival de Cinema Animat d'Holanda a Utrecht, Països Baixos 1996[12]

- Acció Lliure (1996)

- Nit de les pastanagues (Porgandite öö, 1998)[13]

- - Gran Premi del Festival Internacional d'Animació d'Ottawa, el Canadà 1998[14]

- - Premi especial del jurat del Festival d'Animació d'Oslo, Noruega 1999[15]

- - 2n Premi Silver Dove del 42° Festival Internacional de Leipzig de Cinema Documental i Animat, Alemanya 1999

- - 1stPrize del Concurs Mundial de Celebracions d'Animació, Los Angeles, els EUA 2000

- Karl And Marilyn (Karl ja Marilyn, 2003)

- - Best International Film at FAN International Animation Festival, el Regne Unit 2003

- - Premi especial del jurat del 16è Festival Mundial de Pel·lícules Animades a Zagreb, Croàcia 2004

- Frank And Wendy (Frank ja Wendy, 2003–2005)[15] (coautors: P.Tendir, Ü.Pikkov, K.Jancis / joonisfilm 7 x 9,5 min)

- - Premi de la Fundació Cultural Estoniana per la millor pel·lícula animada Frank ja Wendy l'any 2005

- - Periòdic Eesti Ekspress Premi Cultural Extra de l'any 2005

- - Audiència millor premi de cinema animat del festival de cinema i vídeo a Portugal, 2006

- I Feel Back of My Head (Dt. kuklas tunnEl 2007) (co-director O.Marchenko / 2 min / 35 mm / conto curt de la pel·lícula animada Negre Sostre)

- Vida sense Gabriella Ferri (Elu Ilma Gabriella Ferrita, 2008)[16]

- - Gran Premi del 12è Festival Internacional de Cinema Animat d'Holanda, Utrecht, Holanda 2008

- - Gran Premi i la nominació d'Anoba per a la millor pel·lícula animada als països bàltics i nòrdics del Festival de Cinema Animat de Somnis Animats, Estònia 2008

- - Premi Escocès de Cinema Estonià, Festival de Cinema de Nits Negres 2008, Estònia 2008

- - Premi de la Fundació Cultural d'Estònia per a la Millor Animació, 2008

- - Esment especial del jurat, Festival Mundial de Cinema Animat - Animafest Zagreb, Croàcia 2009

- - Premi ANOBA, 2009

- - Gran Premi, I Castelli Animati, Itàlia, 2009

- - Premi Especial del Jurat, MONSTRA IAFF, Portugal 2011

- Bussos en la pluja (Tuukrid Vihmas, 2010) (codirector Olga Pärn)[17]

- - Premi Silver Jabberwocky del 16è Festival de Cinema Etiuda&Anima, Polònia 2009

- - El Quixot – Premio de la Federació Internacional de Societats Cinematogràfiques del 16è Festival de Cinema Etiuda&Anima, Polònia 2009

- - Gran Premi d'Anima, Festival Internacional de Cinema d'Animació de Brussel·les, Bèlgica 2010

- - Gran Premi del MONSTRA – Festival de Cinema d'Animació de Lisboa, Portugal 2010

- - Premi Best Sound Track del MONSTRA – Festival de Cinema d'Animació de Lisboa, Portugal 2010

- - Gran Premi del Festival Mundial de Cinema Animat - Animafest Zagreb, Croàcia 2010

- - Premi Hiroshima del Festival Internacional d'Animació d'Hiroshima, el Japó 2010

- - Millor història del Festival Internacional d'Animació de Titella, setembre 2010

- - Millor so del Festival Internacional d'Animació de Titella, setembre 2010

- - Premi Best Short Film Wolf de Festival du Nouveaux Cinema, el Canadà 2010

- - Gran Premi del Festival Internacional d'Animació Tofuzi, Geòrgia 2010

- - El millor premi Nordic and Baltic Short Film del Festival d'Animació Fredrikstad, Noruega 2010

- - Premi a la millor pel·lícula de longitud mitjana del Festival Internacional de Cinema Animat CINANIMA, Portugal 2010

- - Premi a la millor història dels somnis animats, Estònia 2010

- - Gran Premi del Festival Internacional d'Animació Anifest, República Txeca 2011

- - Millor Curtmetratge Internacional del Festival Internacional d'Animació Anifilm, República Txeca 2011

- - Distinció especial per a la millor direcció del Festival Internacional d'Animació Animanima, Sèrbia 2011

- - Gran Premi del Festival Internacional d'Animació Krok, Ucraïna 2011

## Exposicions d'art
- Tallin, Estònia 1982, 1984, 1992

- Viitasaari, Finlàndia 1988

- Tampere, Finlàndia, 1989

- Turku, Finlàndia, 1989

- Hèlsinki, Finlàndia 1990, 1992, 1995

- Stuttgart, Alemanya 1990

- Volda, Molde, Grimstad, Noruega 1990

- Odense, Dinamarca, 1991

- Heidelberg, Alemanya 1992

- Karlsruhe, Alemanya 1992

- Hafnarfjörður, Ísland 1992

- Brussel·les, Bèlgica 1993

- Annecy, França 1993

- Genève, Suïssa, 1993

- Harlem, Holanda, 1994

- Baden, Suïssa, 1995

- Genève, Suïssa 1995